# Dasyanthina
Dasyanthina är ett släkte av korgblommiga växter. Dasyanthina ingår i familjen korgblommiga växter.
Kladogram enligt Catalogue of Life:
| Dasyanthina | \| \| Dasyanthina palustris \| \| \| \| \| \| Dasyanthina serrata \| \| \| \| |
|             | \| \| Dasyanthina palustris \| \| \| \| \| \| Dasyanthina serrata \| \| \| \| |
|             | Dasyanthina palustris                                                         |
|             |                                                                               |
|             | Dasyanthina serrata                                                           |
|             |                                                                               |